# Waring Brothers
Waring Brothers était une entreprise de construction britannique spécialisée dans la construction d'ouvrages ferroviaires. Elle a notamment construit trois viaducs à Luxembourg (dont la Passerelle) et la gare de Saint-Pancras à Londres